# Palotailva község
Palotailva község (románul: Comuna Lunca Bradului) község Maros megyében, Romániában. Központja Palotailva, beosztott falvai Nyágra, Szalárdtelep.

## Népessége
A 2011-es népszámlálás adatai alapján a község népessége 2035 fő volt.